# Pancho Arena
Die Pancho Arena ist die Heimspielstätte des ungarischen Fußballvereins Puskás Akadémia FC. Das 4000 Zuschauer fassende Fußballstadion befindet sich im Ort Felcsút, in der Nähe des Wochenendhauses des ungarischen Premierministers Viktor Orbán. Er ist Gründer der nationalen Fußballakademie, zu der die Pancho Arena gehört. Namensgeber Ferenc Puskás (spanisch Pancho) gilt bis heute als der erfolgreichste ungarische Fußballspieler. Der erste Entwurf des Stadions stammt von dem bekannten ungarischen Architekten Imre Makovecz. Nach dessen Tode wurde die Arbeit von seinem Schüler Tamás Dobrosi weitergeführt. Besonderes architektonisches Merkmal der Spielstätte ist die aus Holz bestehende Dachkonstruktion.
Die Pancho Arena wurde am 21. April 2014 beim Endspiel des U17-Fußballturniers Puskás-Suzuki-Pokal zwischen dem Puskás Akadémia FC und Real Madrid eingeweiht. Zwei Tage später traten die U19-Fußballnationalmannschaften aus Ungarn und der Türkei (5:2) in der neuen Arena gegeneinander an.
Das Stadion war eines von insgesamt vier Austragungsorten der U-19-Fußball-Europameisterschaft 2014. Im Mai/Juni 2023 fand in Ungarn die U-17-Fußball-Europameisterschaft 2023 statt. Eines der sieben Stadien war die Pancho Arena, in dem drei Gruppenspiele und die Halbfinalpartien ausgetragen wurden.
Ende Oktober 2023 wurde beschlossen, dass die israelische Fußballnationalmannschaft aufgrund des Kriegs zwischen Israel und der Hamas ihre verbleibenden EM-Qualifikationsspiele gegen die Schweiz und Rumänien in diesem Stadion austragen wird. Das Spiel Israels gegen die Schweiz am 15. November endete 1:1. Drei Tage später unterlag Israel gegen Rumänien mit 1:2.